# Pávík
Pávík (Rhipidura) je rod ptáků vyskytující se v jižní Asii a Australasii. Původem jde o druh z Australasie, jeho současný výskyt zahrnuje rozpětí od Samoi po Pákistán. Většinu jejich potravy tvoří malý hmyz a bezobratlí. 
Rod pávík náleží do čeledi pávíkovití (Rhipiduridae). Je popsáno více než 50 druhů pávíků.

## Popis
Pávíci jsou malí pěvci s délkou těla mezi 11,5 až 21 cm. Vzhledem k velikosti těla jsou jejich ocasy poměrně dlouhé, někdy i delší než samotné tělo nebo křídla. Když mají ocas zatažený, je na konci zaoblený, když ho ale pták roztáhne, má tvar vějíře. Tito ptáci jsou dobří letci, kterým jejich mrštnost pomáhá i při shánění potravy, především při lovu hmyzu. Některé druhy navíc migrují na velké vzdálenosti a musí proto být i vytrvalí. Zbarvení může být různé: některé druhy jsou jednobarevné, například pávík rennellský (Rhipidura rennelliana), jiné mají pestrá zbarvení, jako je pávík palauský (Rhipidura lepida) nebo pávík skořicový (Rhipidura nigrocinnamomea).
Pávíci jsou neustále v pohybu, hbitě létají a neposedí. Také jsou to agresivní ptáci, především během období hnízdění, kteří si horlivě brání své území před jinými ptáky i jedinci stejného druhu. Živí se převážně malým hmyzem a bezobratlými. Větší druhy jsou schopny si ulovit i scinka, jde ale spíše o výjimky. Některé druhy migrují na velké vzdálenosti, většina ostrovních nebo tropických pávíků se ale nepřesouvá.

## Druhy

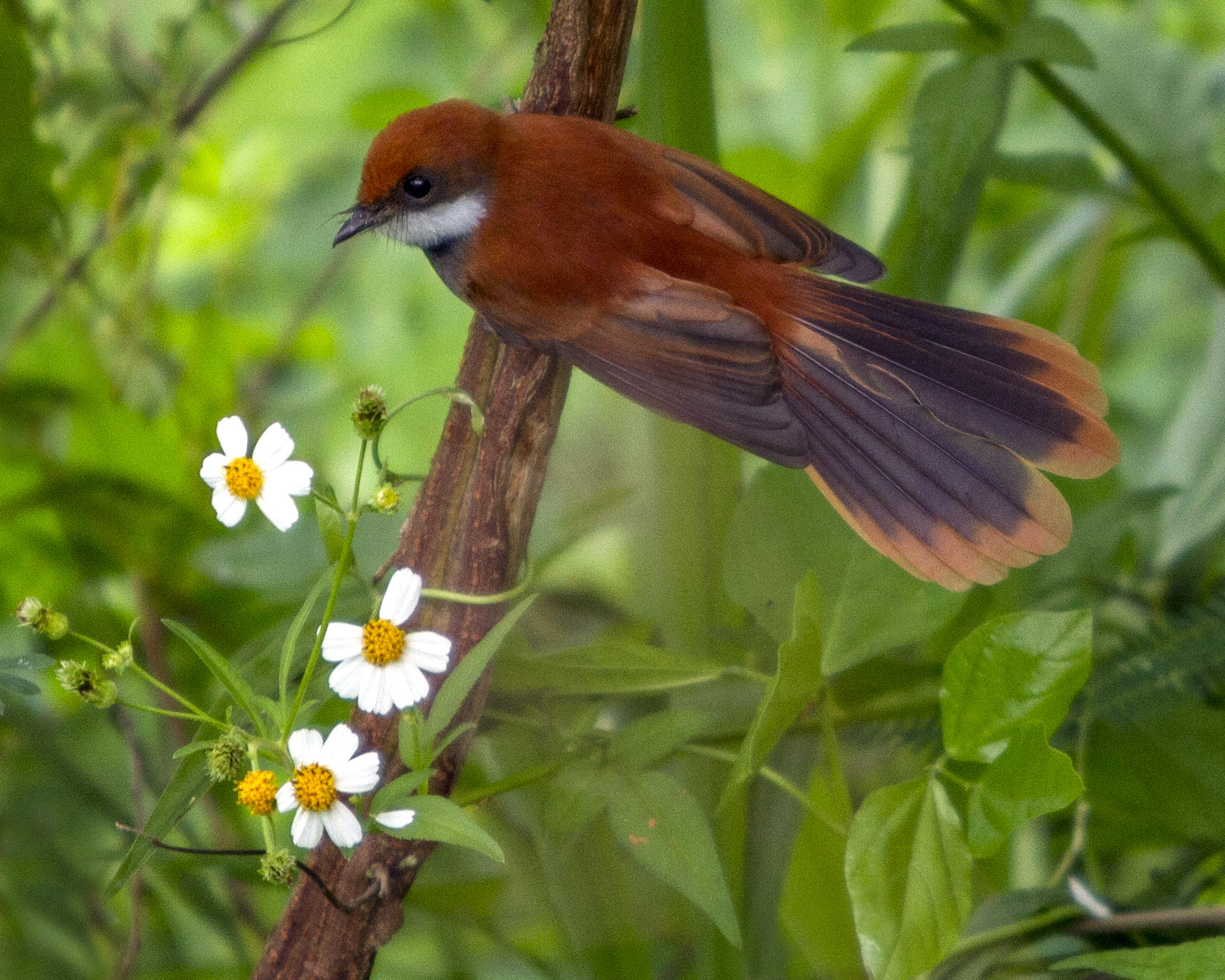
Pávík palauský

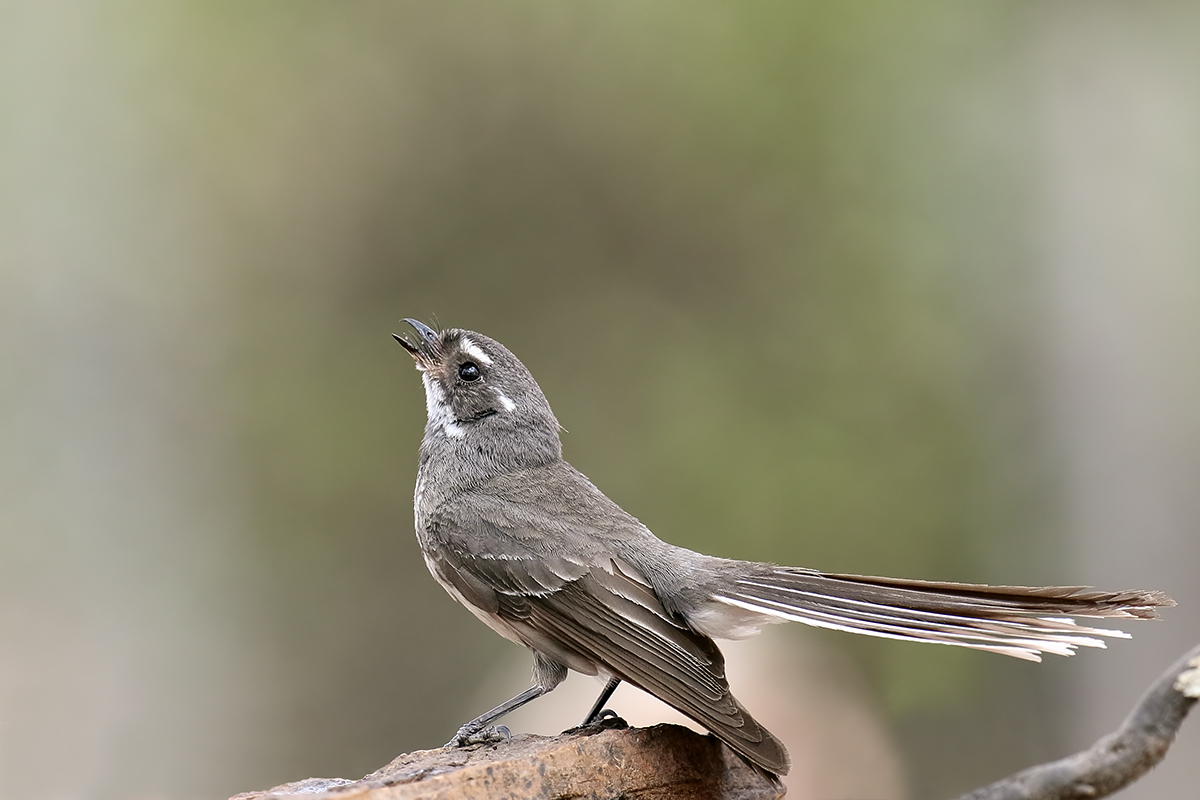
Rhipidura albiscapa

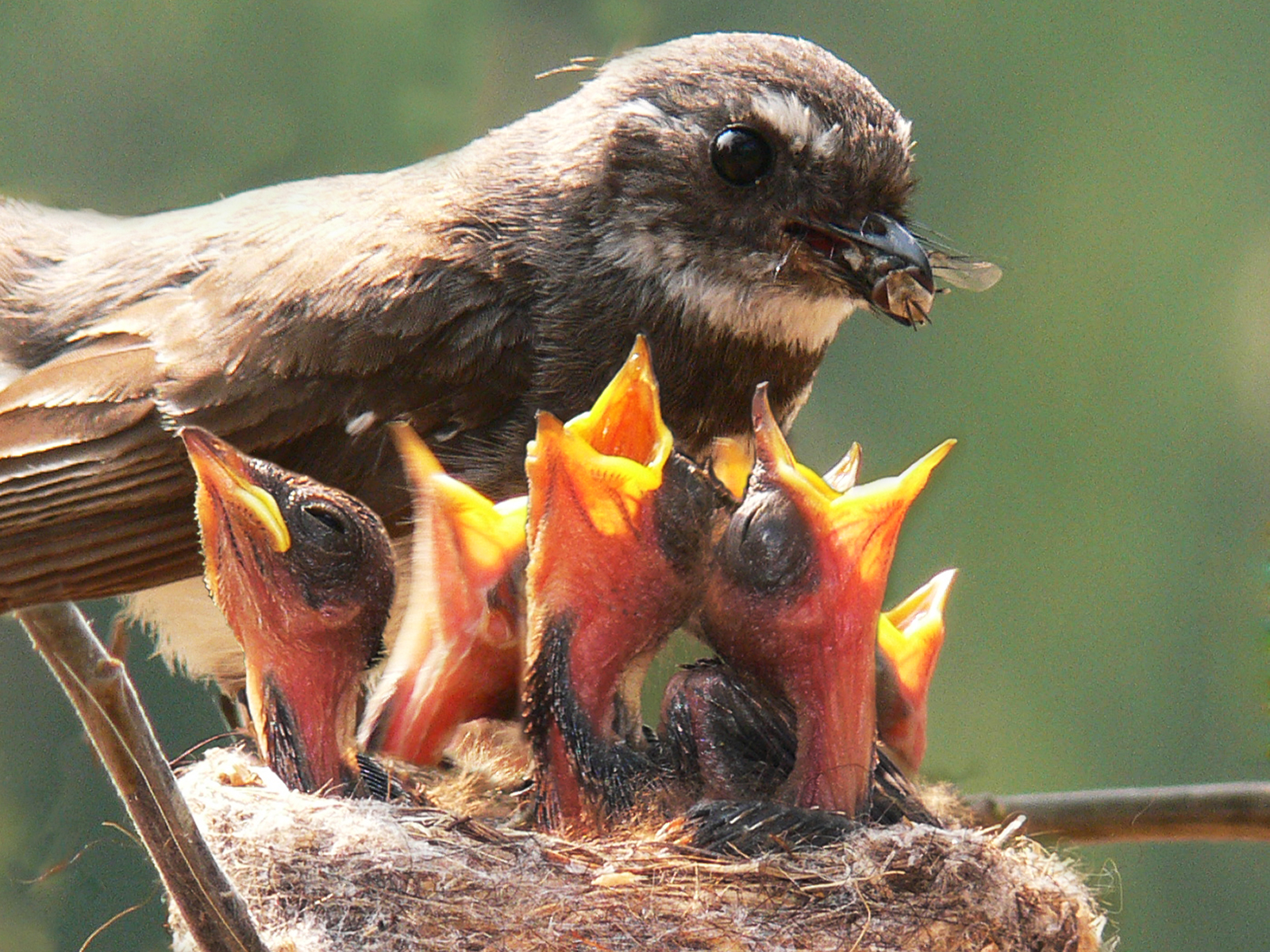
Dospělá samice Rhipidura albiscapa krmící své mladé

Následující tabulka obsahuje vybrané druhy pávíků.
- Pávík bělohrdlý (Rhipidura albicollis)
- Rhipidura albiscapa
- Rhipidura albiventris
- Pávík indický (Rhipidura albogularis)
- Pávík černavý (Rhipidura albolimbata)
- Pávík černý (Rhipidura atra)
- Pávík bělobrvý (Rhipidura aureola)
- Pávík proměnlivý (Rhipidura brachyrhyncha)
- Pávík bělokřídlý (Rhipidura cockerelli)
- Pávík modrohlavý (Rhipidura cyaniceps)
- Pávík novobritský (Rhipidura dahli)
- Pávík seramský (Rhipidura dedemi)
- Pávík rezavokřídlý (Rhipidura diluta)
- Pávík horský (Rhipidura drownei)
- Rhipidura dryas
- Pávík bělobřichý (Rhipidura euryura)
- Pávík popelavý (Rhipidura fuliginosa)
- Pávík skořicovoocasý (Rhipidura fuscorufa)
- Pávík kaštanovobřichý (Rhipidura hyperythra)
- Pávík žlutobřichý (Rhipidura hypoxantha)
- Pávík pištivý (Rhipidura javanica)
- Pávík karolinský (Rhipidura kubaryi)
- Pávík palauský (Rhipidura lepida)
- Pávík černobílý (Rhipidura leucophrys)
- Pávík novoguinejský (Rhipidura leucothorax)
- Pávík skvrnitoprsý (Rhipidura maculipectus)
- Pávík malaitský (Rhipidura malaitae)
- Pávík ostrovní (Rhipidura matthiae)
- Pávík samojský (Rhipidura nebulosa)
- Pávík skořicový (Rhipidura nigrocinnamomea)
- Pávík dlouhoocasý (Rhipidura opistherythra)
- Pávík perličkoprsý (Rhipidura perlata)
- Pávík škraboškový (Rhipidura personata)
- Pávík mangrovový (Rhipidura phasiana)
- Pávík rezavoocasý (Rhipidura phoenicura)
- Pávík rennellský (Rhipidura rennelliana)
- Pávík rezavohřbetý (Rhipidura rufidorsa)
- Pávík australasijský (Rhipidura rufifrons)
- Pávík proužkoprsý (Rhipidura rufiventris)
- Rhipidura samarensis
- Rhipidura sauli
- Pávík tonžský (Rhipidura semirubra)
- Pávík modrý (Rhipidura superciliaris)
- Pávík molucký (Rhipidura superflua)
- Pávík temný (Rhipidura tenebrosa)
- Pávík celebeský (Rhipidura teysmanni)
- Pávík houštinný (Rhipidura threnothorax)
- Pávík šupinkoprsý (Rhipidura verreauxi)